# Pallavolo ai Giochi della XXXI Olimpiade - Convocazioni alle qualificazioni al torneo femminile (CEV)
Elenco delle giocatrici convocate per le qualificazioni europee ai Giochi della XXXI Olimpiade.

## Belgio
| N° | Nome              | Ruolo | Data di nascita   | Squadra            |
| -- | ----------------- | ----- | ----------------- | ------------------ |
| -  | Gert Vande Broek  | All   | 28 febbraio 1967  | Asteríx Kieldrecht |
| 2  | Jasmien Biebauw   | P     | 24 settembre 1990 | Asteríx Kieldrecht |
| 3  | Frauke Dirickx    | P     | 3 gennaio 1980    | Bursa BB           |
| 4  | Valérie Courtois  | L     | 1º novembre 1990  | Dresdner           |
| 5  | Laura Heyrman     | C     | 17 maggio 1993    | LJ                 |
| 6  | Charlotte Leys    | S     | 18 marzo 1989     | Galatasaray        |
| 8  | Kaja Grobelna     | O     | 4 gennaio 1995    | MTV Stoccarda      |
| 9  | Freya Aelbrecht   | C     | 10 febbraio 1990  | Bergamo            |
| 10 | Lise Van Hecke    | O     | 1º luglio 1992    | Osasco             |
| 11 | Els Vandesteene   | S     | 30 maggio 1987    | Nantes             |
| 14 | Hélène Rousseaux  | S     | 25 settembre 1991 | AGIL               |
| 16 | Celine Van Gestel | S     | 7 novembre 1997   | Asteríx Kieldrecht |
| 17 | Ilka van de Vyver | P     | 26 gennaio 1993   | San Casciano       |
| 18 | Britt Ruysschaert | L     | 27 maggio 1994    | Asteríx Kieldrecht |
| 22 | Nathalie Lemmens  | C     | 12 marzo 1995     | Asteríx Kieldrecht |

## Croazia
| N° | Nome                  | Ruolo | Data di nascita  | Squadra            |
| -- | --------------------- | ----- | ---------------- | ------------------ |
| -  | Miroslav Aksentijević | All   | 17 ottobre 1973  | -                  |
| 2  | Ana Grbac             | P     | 23 maggio 1988   | Alba-Blaj          |
| 3  | Nikolina Božičević    | L     | 14 gennaio 1995  | HAOK Mladost       |
| 4  | Nikolina Jelić        | S     | 9 novembre 1991  | Developres Rzeszów |
| 5  | Iva Jurišić           | C     | 24 marzo 1994    | HAOK Mladost       |
| 6  | Mira Topić            | S     | 2 giugno 1983    | Prostějov          |
| 8  | Mia Jerkov            | S     | 5 dicembre 1982  | Denso Airybees     |
| 10 | Ivana Miloš           | C     | 7 marzo 1986     | Nilüfer            |
| 11 | Katarina Barun        | O     | 1º dicembre 1983 | Bergamo            |
| 12 | Tamara Sušić          | C     | 28 novembre 1990 | CSM Bucarest       |
| 13 | Samanta Fabris        | O     | 8 febbraio 1992  | AGIL               |
| 14 | Karla Klarić          | S     | 5 settembre 1994 | ASPTT Mulhouse     |
| 15 | Bernarda Brčić        | P     | 12 maggio 1991   | Neruda             |
| 18 | Maja Poljak           | C     | 2 maggio 1983    | Eczacıbaşı         |
| 20 | Matea Rajković        | L     | 28 aprile 1991   | -                  |

## Germania
| N° | Nome              | Ruolo | Data di nascita   | Squadra        |
| -- | ----------------- | ----- | ----------------- | -------------- |
| -  | Felix Koslowski   | All   | 18 marzo 1984     | Schweriner     |
| 1  | Lenka Dürr        | L     | 10 dicembre 1990  | Impel          |
| 2  | Kathleen Weiß     | P     | 2 febbraio 1984   | Prostějov      |
| 4  | Maren Brinker     | S     | 10 luglio 1986    | Flero          |
| 6  | Jennifer Geerties | S     | 5 aprile 1994     | Schweriner     |
| 9  | Corina Ssuschke   | C     | 5 maggio 1983     | FTSV Straubing |
| 11 | Christiane Fürst  | C     | 29 marzo 1985     | Eczacıbaşı     |
| 12 | Heike Beier       | S     | 9 dicembre 1983   | Budowlani Łódź |
| 13 | Louisa Lippmann   | O     | 23 settembre 1994 | Dresdner       |
| 14 | Margareta Kozuch  | O     | 30 ottobre 1986   | Casalmaggiore  |
| 15 | Lisa Thomsen      | L     | 20 agosto 1985    | MTV Stoccarda  |
| 16 | Anja Brandt       | C     | 15 febbraio 1990  | Schweriner     |
| 18 | Wiebke Silge      | C     | 16 luglio 1996    | Potsdam        |
| 20 | Mareen Apitz      | P     | 26 marzo 1987     | Azəryol        |
| 22 | Lisa Izquierdo    | S     | 29 agosto 1994    | Dresdner       |

## Italia
| N° | Nome                 | Ruolo | Data di nascita  | Squadra      |
| -- | -------------------- | ----- | ---------------- | ------------ |
| -  | Marco Bonitta        | All   | 5 settembre 1963 | Club Italia  |
| 4  | Alessia Orro         | P     | 18 luglio 1998   | Club Italia  |
| 6  | Monica De Gennaro    | L     | 8 gennaio 1987   | Imoco        |
| 7  | Martina Guiggi       | C     | 1º maggio 1984   | AGIL         |
| 8  | Alessia Gennari      | S     | 3 novembre 1991  | Bergamo      |
| 9  | Nadia Centoni        | O     | 19 giugno 1981   | Galatasaray  |
| 10 | Francesca Ferretti   | P     | 15 febbraio 1984 | LJ           |
| 11 | Cristina Chirichella | C     | 10 febbraio 1994 | AGIL         |
| 15 | Antonella Del Core   | S     | 5 novembre 1980  | Dinamo-Kazan |
| 16 | Lucia Bosetti        | S     | 9 luglio 1989    | Fenerbahçe   |
| 17 | Valentina Diouf      | O     | 10 gennaio 1993  | LJ           |
| 18 | Paola Egonu          | S     | 18 dicembre 1998 | Club Italia  |
| 20 | Anna Danesi          | C     | 20 aprile 1996   | Club Italia  |
| 21 | Sara Bonifacio       | C     | 3 luglio 1996    | AGIL         |
| 22 | Stefania Sansonna    | L     | 1º novembre 1982 | AGIL         |

## Paesi Bassi
| N° | Nome               | Ruolo | Data di nascita   | Squadra            |
| -- | ------------------ | ----- | ----------------- | ------------------ |
| -  | Giovanni Guidetti  | All   | 20 settembre 1982 | VakıfBank          |
| 1  | Kirsten Knip       | L     | 14 settembre 1992 | Vilsbiburg         |
| 2  | Femke Stoltenborg  | P     | 30 luglio 1991    | MTV Stoccarda      |
| 3  | Yvon Beliën        | C     | 28 dicembre 1993  | River              |
| 4  | Celeste Plak       | S     | 26 ottobre 1995   | Bergamo            |
| 5  | Robin de Kruijf    | C     | 5 maggio 1991     | VakıfBank          |
| 6  | Maret Grothues     | S     | 16 settembre 1988 | Atom Trefl Sopot   |
| 7  | Quinta Steenbergen | C     | 2 aprile 1985     | Prostějov          |
| 8  | Judith Pietersen   | C     | 3 luglio 1989     | Savino Del Bene    |
| 9  | Myrthe Schoot      | L     | 29 agosto 1988    | Dresdner           |
| 10 | Lonneke Slöetjes   | O     | 15 novembre 1990  | VakıfBank          |
| 11 | Anne Buijs         | S     | 2 dicembre 1991   | VakıfBank          |
| 14 | Laura Dijkema      | P     | 18 febbraio 1990  | Dresdner           |
| 16 | Debby Stam         | L     | 24 luglio 1984    | Le Cannet          |
| 22 | Nicole Koolhaas    | C     | 31 gennaio 1991   | Franches-Montagnes |

## Polonia
| N° | Nome                 | Ruolo | Data di nascita  | Squadra          |
| -- | -------------------- | ----- | ---------------- | ---------------- |
| -  | Jacek Nawrocki       | All   | 20 agosto 1965   | -                |
| 1  | Anna Barańska        | S     | 14 maggio 1984   | Chemik Police    |
| 3  | Zuzanna Efimienko    | C     | 8 agosto 1989    | Atom Trefl Sopot |
| 4  | Izabela Bełcik       | P     | 29 novembre 1980 | Chemik Police    |
| 5  | Berenika Tomsia      | O     | 18 marzo 1988    | Flero            |
| 6  | Anna Grejman         | S     | 8 giugno 1993    | Muszyna          |
| 9  | Gabriela Wojtowicz   | C     | 27 ottobre 1988  | Budowlani Łódź   |
| 11 | Sylwia Pycia         | C     | 20 aprile 1981   | Budowlani Łódź   |
| 12 | Aleksandra Krzos     | L     | 23 giugno 1989   | Muszyna          |
| 13 | Paulina Maj          | L     | 22 marzo 1987    | Chemik Police    |
| 14 | Joanna Wołosz        | P     | 7 aprile 1990    | Chemik Police    |
| 15 | Natalia Kurnikowska  | S     | 13 gennaio 1992  | Muszyna          |
| 16 | Aleksandra Przybysz  | S     | 2 giugno 1980    | Chemik Police    |
| 17 | Katarzyna Skowrońska | O     | 30 giugno 1983   | Impel            |
| 18 | Kamila Ganszczyk     | C     | 2 dicembre 1991  | MKS              |

## Russia
| N° | Nome               | Ruolo | Data di nascita  | Squadra          |
| -- | ------------------ | ----- | ---------------- | ---------------- |
| -  | Jurij Maričev      | All   | 17 novembre 1960 | -                |
| 1  | Jana Ščerban'      | S     | 6 settembre 1989 | Dinamo Mosca     |
| 3  | Elena Ežova        | L     | 14 agosto 1977   | Dinamo-Kazan     |
| 5  | Ljubov' Sokolova   | S     | 4 dicembre 1977  | Dinamo Krasnodar |
| 7  | Ekaterina Bogačëva | C     | 2 gennaio 1990   | Dinamo Mosca     |
| 8  | Natalija Hončarova | S     | 1º giugno 1989   | Dinamo Mosca     |
| 10 | Ekaterina Pankova  | P     | 2 febbraio 1990  | Dinamo Mosca     |
| 12 | Natal'ja Chodunova | S     | 1º luglio 1992   | Dinamo Krasnodar |
| 13 | Evgenija Starceva  | P     | 12 febbraio 1989 | Dinamo-Kazan     |
| 14 | Irina Fetisova     | C     | 9 luglio 1994    | Dinamo Mosca     |
| 15 | Tat'jana Košeleva  | S     | 23 dicembre 1988 | Dinamo Krasnodar |
| 16 | Irina Zarjažko     | C     | 3 ottobre 1991   | Uraločka         |
| 17 | Natal'ja Malych    | S     | 8 dicembre 1993  | Dinamo Krasnodar |
| 18 | Ksenija Il'čenko   | S     | 31 ottobre 1994  | Uraločka         |
| 19 | Anna Malova        | L     | 16 aprile 1990   | Dinamo Mosca     |

## Turchia
| N° | Nome               | Ruolo | Data di nascita   | Squadra         |
| -- | ------------------ | ----- | ----------------- | --------------- |
| -  | Ferhat Akbaş       | All   | 15 aprile 1986    | VakıfBank       |
| 1  | Gözde Kırdar       | S     | 26 giugno 1985    | VakıfBank       |
| 2  | Gizem Güreşen      | L     | 14 gennaio 1987   | Fenerbahçe      |
| 5  | Kübra Akman        | C     | 13 ottobre 1994   | VakıfBank       |
| 6  | Polen Uslupehlivan | O     | 27 agosto 1990    | Fenerbahçe      |
| 8  | Bahar Toksoy       | C     | 6 febbraio 1988   | Savino Del Bene |
| 9  | Özge Kırdar        | P     | 26 giugno 1985    | Lokomotiv Baku  |
| 10 | Güldeniz Önal      | S     | 25 marzo 1986     | Galatasaray     |
| 11 | Naz Aydemir        | P     | 14 agosto 1990    | VakıfBank       |
| 12 | Gözde Yılmaz       | S     | 9 settembre 1991  | Busto Arsizio   |
| 13 | Neriman Özsoy      | S     | 13 luglio 1988    | Eczacıbaşı      |
| 14 | Eda Erdem          | C     | 22 febbraio 1987  | Fenerbahçe      |
| 15 | Gizem Örge         | C     | 26 aprile 1993    | VakıfBank       |
| 17 | Neslihan Demir     | O     | 9 dicembre 1983   | Eczacıbaşı      |
| 19 | Hande Baladın      | S     | 1º settembre 1997 | Eczacıbaşı      |